# Niclas Bendixen
Niclas Bendixen, né le 8 avril 1972 à Copenhague (Danemark), est un chorégraphe, metteur en scène et réalisateur danois.

## Biographie
Niclas Bendixen a réalisé les huit épisodes de la première saison de la série télévisée Ditte & Louise (da) (2015), diffusée sur la télévision nationale danoise DR1.
Niclas Bendixen a remporté le prix Reumert pour la production de la pièce 69 et de la comédie musicale En kort en lang.

## Théâtre

### Mise en scène
- En kort en lang : Nørrebro teater (2015)
- Rindal : Mungo Park Kolding (2014)
- En kort en lang : Aalborg teater (2013)
- FarLoin : Bellevue teater (2012)
- Han Hun Vov og Pelsen : Café Teatret (2010)
- Elektra : Betty Nansen Teatret (2010)
- Birkehytten : Mungo Park (2010)
- Cirkus Summarum (2010)
- Roméo et Juliette : Betty Nansen Teatret (2010)
- Baby Blue : Betty Nansen Teatret (2009)
- 69 : Holbæk / Stærekassen (2008)

### Chorégraphie
- West Side Story (Øster Gasværk) (2006)
- Havfruen (Kaleidoskop) (2006)
- Matador (Opéra royal du Danemark) (2008)
- Den Eneste Ene - The Musical (Forum Copenhagen) (2004)
- Faust (The Royal Theatre) (2007)
- Come Together (Øster Gasværk) (2009)
- Krop (Bellevue Teatret) (2005)
- Cirkus Revyen (Dyrehavsbakken) (2001/2002/2003)

## Cinéma

### Chorégraphie
- Talenttyven (titre international : Talenttyven (2012)
- Den Skaldede Frisør (titre international : L'amour est tout ce dont vous avez besoin (2012)
- En kongelig affære (titre international : Royal Affair (2012)
- Dirch (titre international : Dirch (2011)
- Superbror (titre international : Superbror (2009)
- Dansen (titre international : Everybody's Dancing (2008)
- Der var engang en dreng (titre international : Skymaster) (2006)
- Mirakel (titre international : Miracle (2000)
- Olsen Banden-sidste stik (1998)

### Réalisation
- 2018 : Ditte & Louise
- 2023 : Rome[1]

## Télévision

### Réalisation
- Ditte & Louise (da) (série)
- Cry Wolf (Ulven kommer, série)[2]

## Récompenses et distinctions
Niclas Bendixen a été récompensé à plusieurs reprises pour son travail de réalisateur, notamment pour la série télévisée Ditte og Louise et le film Rom. Il a remporté 2 prix et reçu 5 nominations pour ses réalisations,.

### Principales récompenses
- Robert 2016 : Meilleure série télévisée au format court pour Ditte & Louise (da) (partagé avec Piv Bernth, Ditte Hansen, Louise Mieritz)
- Robert 2017 : Meilleure série télévisée au format court pour Ditte & Louise (da) (partagé avec Nynne Marie Selin Eidnes, Ditte Hansen, Louise Mieritz)

### Nominations notables
- Bodil Awards 2019 : Meilleur film danois pour Ditte og Louise
- European Film Awards 2019 : Meilleure comédie européenne pour Ditte og Louise
- Robert 2019 : Meilleur film danois pour Ditte og Louise (partagé avec Thomas Heinesen)
- Zulu Awards 2019 : Meilleur film danois pour Ditte og Louise
- Bodil Awards 2025 : Meilleur scénario pour Rom (partagé avec Christian Torpe et Kristian Halken)